# NGC 1945
NGC 1945 في الفهرس العام الجديد، هي مجرة، تقع في كوكبة أبو سيف (كوكبة). اكتشفت في 6 نوفمبر 1826 بواسطة جيمس دنلوب.

## روابط خارجية
- NGC 1945 على موقع ويكي سكاي: DSS2, SDSS, GALEX, IRAS, Hydrogen α, X-Ray, Astrophoto, Sky Map, Articles and images